# Minecraft (thương hiệu)
Minecraft là một thương hiệu nhượng quyền truyền thông được phát triển phần lớn bởi Mojang Studios và xoay quanh trò chơi video cùng tên. Thương hiệu này gồm năm trò chơi video, cùng với nhiều cuốn sách, hàng hoá, sự kiện  và một bộ phim chiếu rạp sắp tới. Microsoft đã mua lại Mojang Studios vào năm 2014, cùng với thương hiệu nhượng quyền Minecraft và các phiên bản của nó.

## Minecraft
Minecraft là một trò chơi kiểu hộp cát sinh tồn 3D do Mojang phát triển và phát hành, trải dài trên nhiều nền tảng. Ban đầu nó được tạo ra bởi nhà thiết kể trò chơi video độc lập Markus Persson vào năm 2009, trước khi chuyển khâu phát triển cho Jens Bergensten vào năm 2011. Trò chơi này không có mục đích cụ thể nào để hoàn thành, cho phép người chơi tự do khá nhiều trong việc lựa chọn cách chơi trò chơi. Lối chơi thì theo góc nhìn thứ nhất, với chế độ chơi cốt lõi là chế độ sinh tồn – trong đó người chơi phải thu thập tài nguyên để xây dựng thế giới và duy trì máu – và chế độ sáng tạo – trong đó người chơi có vô hạn tài nguyên, không bị đói và có thể bay. Thế giới trong trò chơi được cấu thành từ các điểm khối (voxel) – hay còn được gọi là "khối" – đại diện cho các loại vật liệu khác nhau, chẳng hạn như đất, đá, quặng, gỗ cây, nước, dung nham..., tất cả đều được sắp xếp trên một lưới 3 chiều. Lối chơi xoay quanh việc nhặt lên và đặt xuống các đối tượng này theo ý người chơi, trong khi người chơi có thể di chuyển tự do xung quanh thế giới.

## Các trò chơi dẫn xuất

### Minicraft
Minicraft là một trò chơi hành động góc nhìn từ trên xuống do Markus Persson – cha đẻ của chuỗi thương hiệu Minecraft – tạo ra vào năm 2011. Nó được phát triển trong vòng 48 giờ trong cuộc thi game jam (làm trò chơi từ đầu) Ludum Dare lần thứ 22. Vào thời điểm ra mắt, nó từng được cho là "phần tiếp theo" của Minecraft.

### Minecraft: Story Mode
Minecraft: Story Mode, là một trò chơi dẫn xuất theo tập do Telltale Games phát triển và cộng tác với Mojang, được thông báo vào tháng Mười Hai năm 2014. Bao gồm năm tập cộng với thêm ba tập tải xuống được, trò chơi độc lập này là một câu truyện tường thuật hướng đến các lựa chọn của người chơi, và được phát hành trên Windows, OS X, iOS, PlayStation 3, PlayStation 4, Xbox 360 và Xbox One thông qua tải xuống vào ngày 13 tháng Mười năm 2015. Một đĩa vật lý cho phép truy cập vào tất cả các tập đã được ra mắt cho bốn loại máy chơi trò chơi tại gia đã kể ở trên vào ngày 27 tháng Mười. Phiên bản cho Wii U và Nintendo Switch cũng được phát hành sau đó Đoạn phim giới thiệu đầu tiên về trò chơi được chiếu tại Minecon vào ngày mùng 4 tháng Bảy năm 2015, tiết lộ một số tính năng của trò chơi. Trong Minecraft: Story Mode, Người chơi vào vai Jesse (do Patton Oswalt và Catherine Taber lồng tiếng), người bắt đầu cuộc hành trình cùng với những người bạn đi tìm The Order of the Stone – bốn nhà thám hiểm đã giết chết một con rồng Ender – để giải cứu thế giới của họ. Brian Posehn, Ashley Johnson, Scott Porter, Martha Plimpton, Dave Fennoy, Corey Feldman, Billy West và Paul Reubens đóng những vai còn lại của dàn diễn viên.
Mùa thứ hai của trò chơi được phát hành từ tháng Bảy đến tháng Mười hai năm 2017. Nó tiếp tục câu truyện từ mùa thứ nhất, với các lựa chọn của người chơi sẽ ảnh hưởng đến các yếu tố trong Season Two. Patton Oswalt, Catherine Taber, Ashley Johnson, và Scott Porter đã được xác nhận là sẽ tiếp tục công việc lồng tiếng cho mùa mới. Trò chơi hỗ trợ tính năng Crowd Play mà Telltale đã giới thiệu trong Batman: The Telltale Series, cho phép lên đến 2000 thành viên bình chọn các quyết định cho người chơi sử dụng Twitch hoặc các dịch vụ phát luồng khác.
| 2011 | Minecraft                       |
| 2012 |                                 |
| 2013 |                                 |
| 2014 |                                 |
| 2015 | Minecraft: Story Mode           |
| 2016 |                                 |
| 2017 | Minecraft: Story Mode: Season 2 |
| 2018 |                                 |
| 2019 | Minecraft Earth                 |
| 2020 | Minecraft Dungeons              |
| 2021 |                                 |
| 2022 |                                 |
| 2023 | Minecraft Legends               |

### Minecraft Earth
Minecraft Earth là một trò chơi hộp cát thực tế tăng cường do Mojang Studios phát triển và được Xbox Game Studios phát hành. Là một trò chơi dẫn xuất (spin-off) từ Minecraft, nó được thông báo lần đầu tiên vào tháng Năm năm 2019, và có sẵn trên Android, iOS, và iPadOS. Trò chơi cho phép người chơi tương tác với thế giới và xây dựng các công trình theo phong cách Minecraft; những công trình này sẽ tồn tại lâu dài và có thể được những người chơi khác chỉnh sửa. Trò chơi được triển khai tính năng thu thập tài nguyên và những tính năng khác của trò chơi gốc trong một bối cảnh thực tế tăng cường. Trò chơi đã mở bản beta vào tháng Bảy năm 2019. Đây là trò chơi miễn phí chơi, và đã được phát hành trong giai đoạn truy cập sớm vào tháng Mười năm 2019. Trò chơi đã bị khai tử vào ngày 30 tháng Sáu năm 2021 và những người chơi đã từng mua hàng trong trò chơi sẽ được nhận một bản Minecraft: Bedrock Edition miễn phí.

### Minecraft Dungeons
Minecraft Dungeons là một trò chơi video phiêu lưu ngục tối do Mojang Studios cùng Double Eleven phát triển và được Xbox Game Studios phát hành. Nó là một trò chơi dẫn xuất của Minecraft và đã được phát hành cho Nintendo Switch, PlayStation 4, Windows, và Xbox One vào ngày 26 tháng Năm năm 2020. Trò chơi nhận về nhiều ý kiến trái chiều; nhiều người cho rằng trò chơi này vui và cuốn hút, đồng thời dành lời khen cho đồ hoạ và âm nhạc của nó. Tuy nhiên, đồ hoạ đơn giản và việc sử dụng tạo thủ tục của nó nhận về nhiều ý kiến trái chiều hơn, cùng với cốt truyện bị chỉ trích là ngắn và thiếu chiều sâu. Đây là một trò chơi phiêu lưu ngục tối theo phong cách chặt chém được kết xuất theo hình chiếu trục đo vuông góc cân. Người chơi sẽ khám phá những ngục tối được chế tạo bằng thuật toán và thủ công đầy rẫy những quái vật được sinh ra ngẫu nhiên, đồng thời đối phó với các loại bẫy, câu đố, trùm và tìm kho báu.

#### Minecraft Dungeons Arcade
Vào đầu năm, Mojang đã thông báo về một phiên bản chuyển thể máy thùng của Minecraft Dungeons gắn liền với những thẻ bài thu thập được.

### Minecraft Legends
Minecraft Legends là một trò chơi hành động – chiến lược sắp ra mắt do Mojang Studios và Blackbird Interactive phát triển, được thông báo vào ngày 12 tháng Sáu năm 2022 và được phát hành vào ngày 18 tháng Tứ năm 2023.

## Phim

### Minecraft: The Story of Mojang
Một bộ phim tài liệu về quá trình phát triển của Mojang và Minecraft đã được phát hành vào tháng Mười hai năm 2012. Với tựa đề Minecraft: The Story of Mojang (n.đ. 'Minecraft: Câu truyện của Mojang'), bộ phim do 2 Player Productions phát hành. Vào năm 2014, một nỗ lực gây quỹ cộng đồng một bộ phim hâm mộ thông qua Kickstarter đã bị dập tắt sau khi Persson đã dần không cho các nhà làm phim sử dụng giấy phép, với lý do được đưa ra là vì chiến dịch khởi động được thiết lập trước khi bất cứ thoả thuận nào với Mojang được tạo ra.

### PhimMinecraftchưa có tên
Vào năm 2012, Mojang đã nhận được những đề nghị từ những nhà sản xuất Hollywood muốn sản xuất các chương trình TV liên quan đến Minecraft. Tuy nhiên, Mojang tuyên bố rằng họ sẽ chỉ tham gia vào những dự án kiểu như vậy khi "ý tưởng phù hợp xuất hiện" ("the right idea comes along"). Vào tháng Hai năm 2014, Persson đã tiết lộ rằng Mojang đang đàm phán với Warner Bros. Pictures về một bộ phim Minecraft và, đến tháng Mười năm đó, nó "đang trong những ngày đầu phát triển". Bộ phim được lên lịch ra mắt vào ngày 24 tháng Năm năm 2019, và sẽ do Shawn Levy đạo diễn và Jason Fuchs viết kịch bản. Levy sau đó đã bỏ giữa chừng và được Rob McElhenney thay thế. Vào tháng Tám năm 2018, McElhenney rời khỏi bộ phim và Fuchs được thay thế bằng Aaron và Adam Nee, khiến cho ngày phát hành bộ phim bị lùi lại. Theo McElhenney, anh đã để mắt đến bộ phim dựa trên bản chất thế giới mở của trò chơi, một ý tưởng mà Warner Bros. có cùng quan điểm với anh và đã cung cấp cho anh một khoản ngân sách sơ bộ là 150 triệu đô la Mỹ cho bộ phim. Vào năm 2016, giai đoạn sản xuất ban đầu của bộ phim được bắt đầu, bao gồm việc Steve Carell ký hợp đồng đóng vai chính. Vào lúc đó, CEO của Warner Bros. Pictures là Greg Silverman đã từ chức và được thay thế bởi Toby Emmerich, người có một tầm nhìn khác cho xưởng phim. Bộ phim Minecraft của McElhenney "dần dần chết từ trong trứng nước" và cuối cùng thì anh đã rời khỏi bộ phim.
Vào tháng Một năm 2019, Peter Sollett được thông báo là sẽ đảm nhiệm công việc đạo diễn và biên kịch cho bộ phim, với một cốt truyện hoàn toàn khác so với phiên bản của McElhenney. Bộ phim được lên lịch phát hành tại các rạp vào ngày mùng 4 tháng Ba năm 2022. Tuy nhiên, do đại dịch COVID-19 còn đang tiếp diễn, Warner Bros. đã loại bỏ bộ phim khỏi lịch phát hành và từ đó, ngày phát hành mới vẫn chưa được thông báo.

## Loạt phim hoạt hình
Vào tháng 5 năm 2024, nhân dịp kỷ niệm 15 năm kể từ phiên bản Minecraft đầu tiên được ra mắt, có thông báo rằng loạt phim hoạt hình đang được sản xuất bởi Mojang và WildBrain. Bộ phim được miêu tả rằng: "Một câu truyện gốc với những nhân vật mới, một thế giới Minecraft mới với nhiều thứ mới mẻ". Bộ phim được phát hành trên Netflix với ngày ra mắt chưa được xác định.

## Sách

### Tiểu thuyết chính thức
Trò chơi đã truyền cảm hứng cho một vài cuốn tiểu thuyết được cấp phép chính thức được đặt trong vũ trụ Minecraft:
- Brooks, Max (ngày 18 tháng 7 năm 2017). Minecraft: The Island: An Official Minecraft Novel. Del Rey Books. ISBN 9780399181771.[47]
- Baptiste, Tracey (ngày 10 tháng 7 năm 2018). Minecraft: The Crash: An Official Minecraft Novel. Del Rey Books. ISBN 9780399180668.[48]
- Lafferty, Mur (ngày 9 tháng 7 năm 2019). Minecraft: The Lost Journals: An Official Minecraft Novel. Del Rey Books. ISBN 9780399180699.[48]
- Valente, Catherynne (ngày 3 tháng 12 năm 2019). Minecraft: The End: An Official Minecraft Novel. Del Rey Books. ISBN 9780399180729.[48]
- Brooks, Max (ngày 2 tháng 3 năm 2021). Minecraft: The Mountain: An Official Minecraft Novel. United States: Del Rey Books. ISBN 978-0-593-15915-6.[49]

### Sách khác
Minecraft: The Unlikely Tale of Markus "Notch" Persson and the Game That Changed Everything (n.đ. 'Minecraft: Câu truyện không tưởng của Markus "Notch" Persson và trò chơi đã thay đổi mọi thứ') là một cuốn sách do Daniel Goldberg và Linus Larsson chắp bút (và do Jennifer Hawkins dịch) về câu truyện của Minecraft và nhà sáng lập của nó, Markus "Notch" Persson. Cuốn sách được phát hành vào ngày 17 tháng Mười năm 2013. Một cuốn tiểu thuyết hình ảnh đặc trưng được đặt trong thương hiệu Minecraft, Trayaurus and the Enchanted Crystal (dịch Trayaurus và viên pha lê bị phù phép), đã được YouTuber DanTDM xuất bản vào tháng Mười năm 2016, đạt được thứ hạng đầu tiên trên danh sách bán chạy nhất của The New York Times về sách tranh bìa cứng và giữ vững vị trí đó trong mười một tuần liên tiếp.

## Trò chơi trên bàn
Ba trò chơi trên bàn đã được sản xuất như là những trò chơi gắn liền một cách chính thức với Minecraft. Hai trò đầu tiên đều là trò chơi thẻ bài, tên là Minecraft Card Game?, do Mattel sản xuất năm 2015, và Minecraft UNO được Mattel sản xuất năm 2016.
Đến cuối năm 2019 một phiên bản trò chơi cờ Minecraft đã được thông báo với tên gọi Minecraft: Builders & Biomes (dịch Minecraft: Thợ xây & Quần xã).  Trò chơi được thiết kế để hướng đến thị trường gia đình, dành cho từ 2-4 người chơi, và được Ravensburger xuất bản.  Những người chơi khám phá Thế giới thực (Overworld), xây dựng các công trình và khai thác tài nguyên trong một với nhiệm vụ để ghi nhiều điểm nhất có thể. Vào cuối năm 2020, một trò chơi trên bàn bản mở rộng đã được phát hành với tên gọi Minecraft: Farmer's Market Expansion, có thêm một quần xã sinh vật nông trại mới cho phép người chơi sản xuất rau củ.

## Hàng hoá

### LegoMinecraft
Một bộ Lego dựa trên Minecraft được gọi là Lego Minecraft đã được phát hành vào ngày mùng 6 tháng Sáu năm 2012. Bộ đồ chơi với tên "Micro World" này xoay quanh nhân vật người chơi mặc định và một con creeper. Mojang đã đưa ra ý kiến về ý niệm hàng hoá Minecraft cho Lego vào tháng Mười hai năm 2011 cho chương trình Lego Cuusoo, và kiến nghị này đã nhanh chóng nhận được hơn 10.000 phiếu của người dùng, thúc đẩy Lego xem xét ý tưởng này. Lego Cuusoo đã chấp thuận ý niệm này vào tháng Một năm 2012 và bắt đầu phát triển các bộ đồ chơi dựa trên Minecraft. Có thêm hai bộ nữa dựa trên Nether và khu làng mạc của trò chơi đã được phát hành vào ngày mùng 1 tháng Chín năm 2013. Bộ Micro World thứ tư, the End, được phát hành vào tháng Sáu năm 2014. Sáu bộ nữa, với các hình nhân Lego lớn hơn, trở thành có sẵn vào tháng Mười một năm 2014.

### Hàng hoá khác
Mojang thường cộng tác với Jinx, một cửa hàng trực tuyến chuyên bán hàng hoá trò chơi, để bán các loại hàng hoá Minecraft , chẳng hạn như quần áo, cuốc chim làm bằng bọt xốp, và đồ chơi hình các sinh vật trong trò chơi. Tính đến tháng Năm năm 2012, hơn 1 triệu đô la đã được thu về từ việc kinh doanh hàng hoá Minecraft . Áo thun và tất là những mặt hàng phổ biến nhất. Vào tháng Ba năm 2013, Mojang đã ký một thoả thuận với Egmont Group, một nhà xuất bản sách trẻ em, để xuất bản tạp chí, sổ tay, sách áp phích và ấn phẩm hằng năm về Minecraft. Như là một phần của DLC Steve dành cho Super Smash Bros. Ultimate, Sakurai đã nói rằng một hình nhân Amiibo hình Steve có thể sẽ được Nintendo tạo ra trong tương lai.

## Sự kiện

### Minecon
Minecon (được cách điệu là "MineCon" hay "MINECON") là hội nghị người hâm mộ chính thức chuyên biệt về Minecraft. Hội nghị lần thứ nhất được tổ chức vào tháng Mười một năm 2011 tại khách sạn kiêm sòng bạc Mandalay Bay ở Las Vegas. Tất cả 4.500 vé tham dự MineCon 2011 đều đã được bán hết tính đến ngày 31 tháng Mười. Các sự kiện lần này bao gồm lễ khởi chạy chính thức Minecraft; các bài phát biểu chính, bao gồm một bài của Persson; các cuộc thi xây dựng và hoá trang; các lớp học chia nhỏ lấy chủ đề Minecraft; các vật trưng bày của các công ty hàng đầu về trò chơi và liên quan đến Minecraft; đồ lưu niệm; buổi ký tặng và chụp hình với các nhân viên Mojang và những người đóng góp nổi tiếng từ cộng đồng Minecraft. Sau MineCon, một bữa tiệc tên là Into The Nether được tổ chức với sự tham gia của deadmau5. Các mã miễn phí được phát cho tất cả những người tham gia MineCon được dùng để mở khoá phiên bản alpha của Scrolls – một trò chơi của Mojang, cùng với một trò chơi khác không phải của Mojang, Cobalt, do Oxeye Game Studios phát triển. Các sự kiện tương tự cũng xuất hiện tại MineCon 2012, được tổ chức ở Disneyland Paris vào tháng Mười một. Vé vào sự kiện năm 2012 được bán hết trong vòng chưa đến hai tiếng đồng hồ. MineCon 2013 được tổ chức ở Orlando vào tháng Mười một. MineCon 2015 được tổ chức ở London vào tháng Bảy. MineCon 2016 được tổ chức ở Anaheim vào tháng Chín. MineCon 2017 được phát trực tiếp thay vì được tổ chức tại một sàn biểu diễn. Với tên gọi "MINECON Earth", nó được phát luồng trực tiếp vào tháng Mười một.
MineCon Earth 2018 được làm theo cùng định dạng của sự kiện năm 2017, nhưng đã được Mojang đổi tên vào năm 2019 thành "MINECON Live" để tránh nhầm lẫn với trò chơi thực tế tăng cường của Mojang là Minecraft Earth.

### Minecraft Festival
Tại MineCon Live 2019, Mojang đã thông báo về một hội nghị mới, được gọi là Minecraft Festival (n.đ. 'Lễ hội Minecraft'). Nó đã được thông báo là một sự kiện được tổ chức trực tiếp từ ngày 25–27 tháng Chín năm 2020 tại Orlando, Florida. Tuy nhiên, sự kiện này đã bị hoãn lại đến năm 2022 do đại dịch COVID-19.

### Minecraft Live
Vào ngày mùng 3 tháng Chín năm 2020, chính Mojang đã thông báo rằng một sự kiện được phát trực tiếp tên là Minecraft Live (dịch Minecraft Trực tiếp) sẽ diễn ra để thay thế cho Minecraft Festival. Nó được tổ chức vào ngày mùng 3 tháng Mười năm 2020, hé lộ những tính năng của bản cập nhật "Caves and Cliffs" (dịch Hang động & Vách núi) của Minecraft. Minecraft Live thứ hai, diễn ra vào ngày 16 tháng Mười năm 2021, giới thiệu thêm về phần thứ hai của bản cập nhật Caves and Cliffs, cùng với việc thông báo và hé lộ các tính năng của The Wild Update (dịch Cập nhật Hoang dã).